# Thảm sát Malmedy
Thảm sát Malmedy là một tội ác chiến tranh của Quân đội Đức Quốc Xã, được lực lượng Waffen-SS tiến hành tại khu vực Baugnez, gần thành phố Malmedy, Bỉ vào ngày 17 tháng 12 năm 1944, trong thời gian diễn ra Trận Ardennes. Lính Waffen-SS thuộc Kampfgruppe Peiper đã hành quyết 84 tù binh chiến tranh Mỹ bị bắt trong một cuộc phục kích. Những tù binh Mỹ sau khi được tập trung tại một cánh đồng trống của một trang trại đã bị giết hại bởi súng máy, nhiều người sống sót sau vụ xả súng cũng bị bắn chết bởi những phát bắn vào đầu ở cự ly gần.
Bên cạnh vụ hành quyết 84 tù binh Mỹ, thuật ngữ "Thảm sát Malmedy" còn được dùng để ám chỉ các vụ thảm sát khác của lính SS đối với thường dân và các đơn vị Đồng Minh khác ở khu làng và thị trấn của Bỉ kể từ vụ Malmedy. Sau chiến tranh, nhiều sĩ quan và lính Waffen-SS đã bị xét xử tại Tòa án Thảm sát Malmedy, từ tháng 5 tới tháng 7 năm 1946. Theo hồ sơ vụ án, tổng cộng 362 tù binh Đồng Minh và ít nhất 111 dân thường Bỉ đã bị hành quyết bởi các đơn vị SS.

## Bối cảnh
Đến cuối năm 1944, quân đội Đức liên tục bị đẩy lùi trên nhiều mặt trận, với quân Đồng Minh ở phía Tây và Nam Âu, và Hồng quân Liên Xô ở phía Đông. Vào tháng 9, Hitler đã lên kế hoạch về một phản công  cuối cùng và bí mật tập hợp những lực lượng thật mạnh ở cửa ngõ  Ardennes. Ardennes là một ván bài chiến lược, liều lĩnh cuối cùng của Hitler, theo đó quân đội Đức dự định chọc thủng phòng tuyến của Hoa Kỳ trong rừng Ardennes, vượt sông Meuse, và sau đó chiếm thành phố Antwerp để phá vỡ và chia cắt, cô lập các đơn vị quân Đồng minh.:5
Tập đoàn quân Panzer SS số 6 của Đại tướng SS Josef "Sepp" Dietrich sẽ xuyên thủng phòng tuyến của Mỹ giữa khu vực Aachen và Schnee Eifel, chiếm những cây cầu trên sông Meuse ở thành phố Liège. Sư đoàn Panzer SS số 1 "Leibstandarte" (LSSAH), dưới sự chỉ huy của Chuẩn tướng SS Wilhelm Mohnke, được chỉ định làm mũi xung kích, Đại tá Joachim Peiper, một sĩ quan SS giàu thành tích, sẽ dẫn đầu một nhóm Kampfgruppe (Đội chiến đấu Peiper - Kampfgruppe Peiper) làm mũi tấn công chủ lực của LSSAH. Sau khi bộ binh Waffen-SS chọc thủng thành công phòng tuyến của quân Mỹ, Peiper sẽ cho tiến công bằng xe tăng và xe thiết giáp vào Ligneuville, rồi tiếtn về các thị trấn Stavelot, Trois-Ponts, và Werbomon để chiếm những cây cầu bắc quan Sông Meuse.:260+ Do các con đường chính được chỉ định sử dụng bởi Sư đoàn Panzer SS số 1, nên các đơn vị thiết giáp của Kampfgruppe Peiper sẽ phải di chuyển trên những con đường cũ và kém chất lượng hơn, vốn không phù hợp với sức nặng của một số xe tăng như Tiger II.

## Quân Đức tiến công

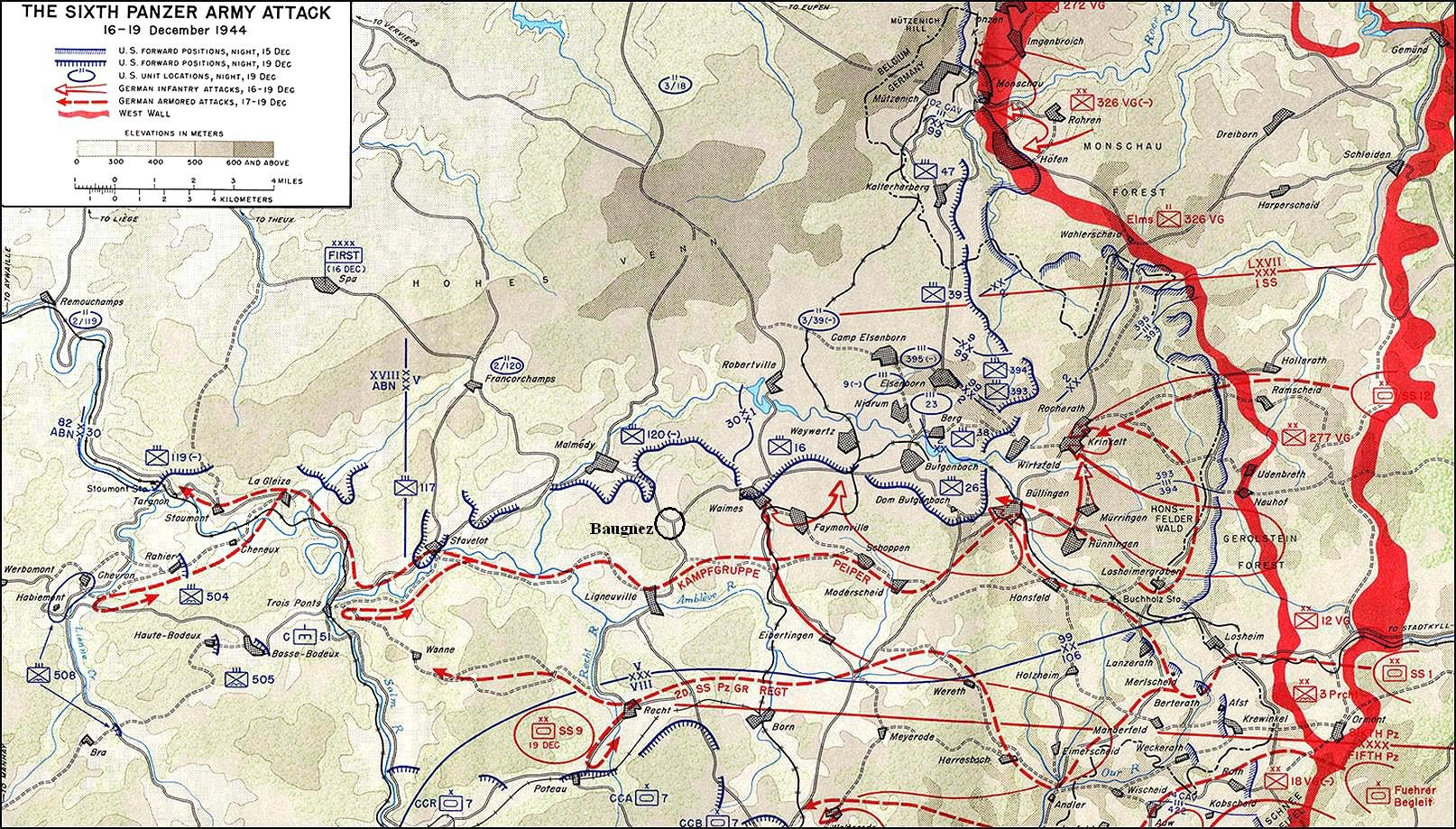
Bản đồ hành quân của đơn vị Waffen-SS Kampfgruppe Peiper: vòng tròn khoanh khu vực giao lộ Baugnez là nơi lính Waffen-SS hành quyết 84 tù binh Mỹ trong cuộc thảm sát Malmedy ngày 17 tháng 12 năm 1944

Ngay sau khi quân Đức bắt đầu cuộc phản công trên diện rộng, Kampfgruppe Peiper đã gặp phải những vấn đề nghiêm trọng. Dù được lệnh xuất phát lúc nửa đêm, nhưng việc phải di chuyển trên các con đường kém chất lượng đã làm cuộc tiến công của Peiper bị chậm tới 24 giờ so với kế hoạch. Theo kế hoạch, họ sẽ phải di chuyển qua Losheimergraben, nhưng hai sư đoàn bộ binh làm nhiệm vụ mở đường đã không hoàn thành nhiệm vụ trong ngày đầu tiên. Sáng ngày 17 tháng 12, Kampfgruppe Peiper chiếm được Honsfeld và các kho chứa nhiên liệu của Quân đội Hoa Kỳ. Peiper tiếp tục di chuyển về phía tây cho tới khi dừng lại trước thị trấn Ligneuville một đoạn ngắn, do các con đường không thể chịu được sức nặng của xe tăng nữa. Thay vào đó, Peiper đã cho đơn vị đi vòng qua bằng cách tiến về khu vực giao lộ ở Baugnez, gần thành phố Malmedy, Bỉ.:34

## Giao lộ Baugnez
Vào giữa trưa ngày 17 tháng 12 năm 1944, Kampfgruppe Peiper tiến về giao lộ Baugnez, cách thành phố Malmedy hai dặm về phía đông nam. Cùng lúc đó, một đoàn vận tải gồm 26 xe (trong đó có 5 xe cứu thương thuộc Đại đội Quân y 575) thuộc Đại đội B, Tiểu đoàn Trinh sát Pháo Dã chiến 285 được lệnh rời Aachen về Ligneuville và St. Vith để tập hợp với Sư đoàn Thiết giáp số 7 Hoa Kỳ. Ở Malmedy, đoàn xe nhận được thông tin từ Đại đội Công binh 291 rằng có sự hiện diện của quân Đức trong khu vực, nhưng chỉ huy của Đại đội B, Đại úy Roger J. Mills, vẫn quyết định lên đường trên con đường được chỉ định.
Một nhóm thiết giáp của Kampfgruppe Peiper, chỉ huy bởi Trung úy SS Werner Sternebeck, bao gồm hai xe tăng Panzer IV và hai xe bán xích, tiến về giao lộ vào khoảng giữa 12:00-13:00. Sternebeck tiến về giao lộ từ phía đông, Đại đội B tiến về từ phía bắc. Họ sau đó đi qua giao lộ và tiếp tục hướng về phía nam như kế hoạch. Tuy nhiên, nhóm của Sternebeck đã phát hiện ra đoàn xe Mỹ và nổ súng, vô hiệu hóa chiếc xe đầu đoàn và cuối đoàn, khiến toàn bộ đoàn xe bị chặn lại. Lính Mỹ bị tấn công bất ngờ đã bỏ xe và chạy về những rặng cây bên đường và quán Café Bodarwé để cố thủ. Sternebeck cho xe tăng áp sát đoàn xe người Mỹ và dùng súng máy bắn về những hàng cây để ép lính Mỹ đầu hàng. Do Đại đội B không được trang bị vũ khí hạng nặng và pháo chống tăng, nên họ đã đầu hàng. Cuộc giao chiến chỉ kéo dài hơn năm phút.

### Thảm sát

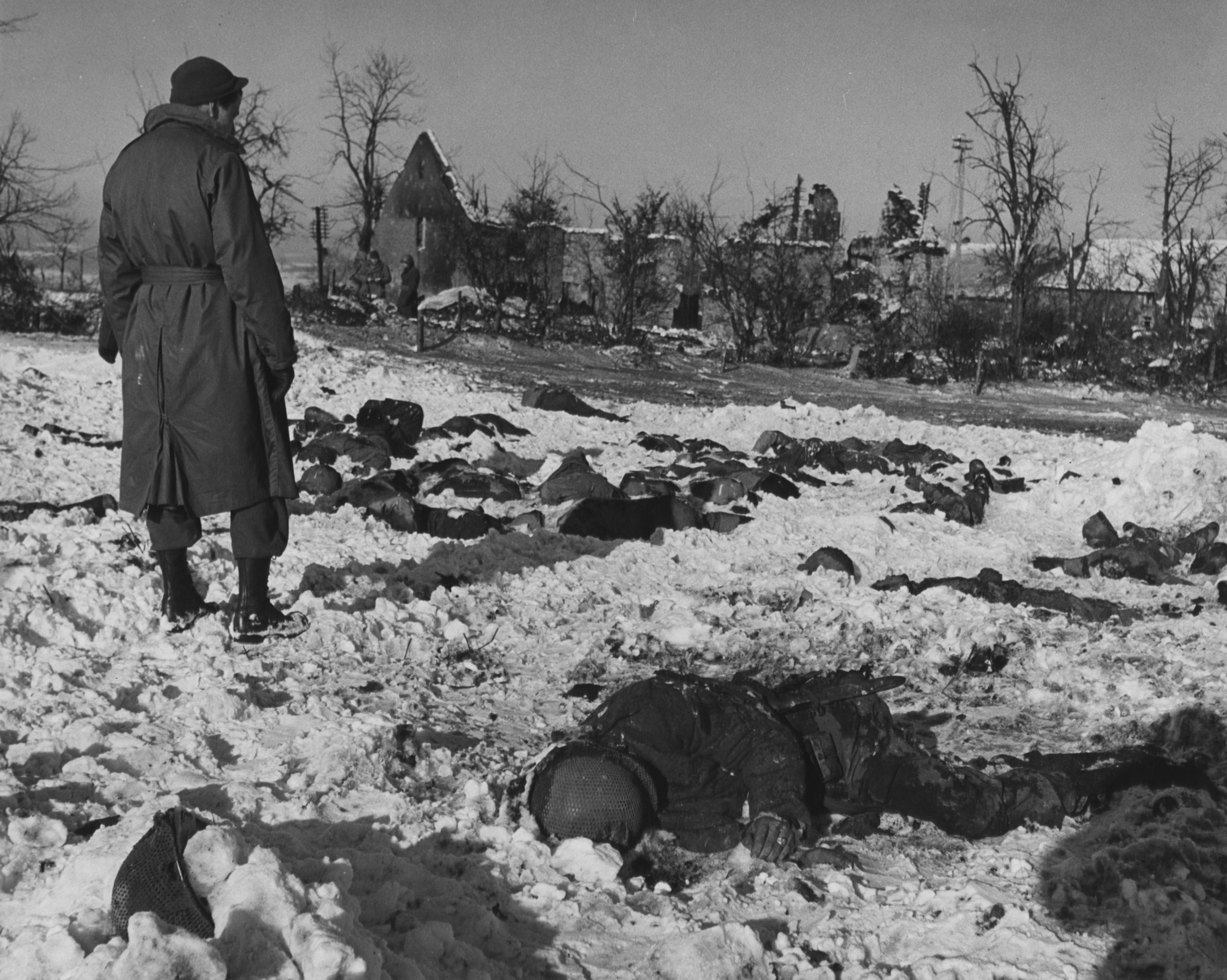
Môt lính Mỹ đang quan sát thi thể của các tù binh Mỹ bị hành quyết bởi lính Waffen-SS ngày 17 tháng 12 năm 1944. Thi thể nằm gần bức ảnh nhất là Samuel P. Burkett

Peiper, đang bị chậm tiến độ so với kế hoạch, đã rất tức giận khi tới khu vực giao lộ và lệnh cho Sternebeck và toàn bộ đơn vị di chuyển về Ligneuville, chỉ để lại một nhóm Waffen-SS ở lại để canh giữ tù binh. Theo Peiper, một người nói thành thạo tiếng Anh, đã hét lớn về chỗ hàng binh Mỹ khi chiếc Panther của ông đi qua rằng: "It's a Long Way to Tipperary!". Lúc đó là khoảng 13:30.
Sau khi Kampfgruppe Peiper rời đi, nhóm Waffen-SS đã cho tập trung tù binh của Đại đội B lại trên một cánh đồng trống cùng với các tù binh bị bắt từ đơn vị khác. Những nhân chứng sống sót kể lại rằng có khoảng 120 lính Mỹ được tập trung trên cánh đồng đó trước khi lính Waffen-SS xả súng máy vào họ. Hoảng loạn khi nghe thấy tiếng súng máy, nhiều tù binh đã cố gắng chạy thoát thân nhưng phần lớn bị bắn hạ ngay lập tức, một số nhanh chóng nằm xuống đất và giả vờ chết. Ít nhất hơn 60 người đã bị bắn chết ngay tại chỗ. Sau khi ngừng bắn, lính Waffen-SS bắt đầu đi kiểm tra các thi thể. Họ thỉnh thoảng dừng lại để đá hoặc dùng báng súng để đánh bất kì thi thể nào. Ngoài ra, lính Waffen-SS đã bắn tất cả những người mà họ nghi ngờ là còn sống bằng một phát bắn vào đầu, nâng con số tử vong lên 84 người. Sau vụ hành quyết, nhóm Waffen-SS này đã rời khu vực và tiến về Ligneuville.

### Những người sống sót
Những bính lính sống sót bằng nhiều cách khác nhau đã cố gắng nằm bất động đến hàng giờ và sau đó huýt sáo để ra hiệu lẫn nhau. Binh nhất William "Bill" Merriken thuộc Đại đội B, đã sống sót nhờ việc giả chết, dù bị trúng một viên đạn vào đầu gối. Một người khác thì trốn vào một trong những chiếc xe bị bỏ hoang. Những người bị thương cố gắng lần lượt thoát ra khỏi khu vực với sự giúp đỡ của những người khác. Vài người nằm đó hàng giờ, chờ đợi cơ hội để trốn thoát.
Các đơn vị SS khác đi ngang qua cánh đồng cũng nổ súng về phía những thi thể bất động trên cánh đồng. Nhiều tù binh Mỹ sống sót qua cuộc hành quyết đều được các thi thể che chắn, nhưng phần lớn những người nằm gần con đường đều bị giết hại. Tổng cộng khoảng 60 người đã sống sót và trốn thoát về phòng tuyến của quân Mỹ, một số bị bắt lại, một số bị bắn chết.
Chủ của quán Café Bodarwé, bà Adèle Bodarwé đã tận mắt chứng kiến vụ hành quyết nhưng sau đó đã mất tích. Một phần thi thể được tìm thấy trong đống đổ nát của quán Café Bodarwé bị phóng hỏa bởi lính Waffen-SS. Henry Rogister, phụ trách điều tra cuộc thảm sát, kết luận rằng có khả năng phần thi thể đó là của Adèle Bodarwé.

## Phát hiện
Vào chiều 17 tháng 12 năm 1944, tổng cộng 43 người sống sót đã trốn thoát khỏi lính Waffen-SS thành công và tự di chuyển về thành phố Malmedy, thuộc kiểm soát của Quân đội Hoa Kỳ. Chín người đầu tiên trong số 43 người sống sót được phát hiện bởi toán xe của Trung tá David E. Pergrin, chỉ huy Đại đội Công binh 291, lúc 14:30, chỉ hơn một giờ sau cuộc thảm sát.
Tổng Thanh tra của Tập đoàn quân số 1 Hoa Kỳ đã được thông tin về vụ thảm sát Malmedy bốn giờ sau khi sự việc xảy ra. Đến tối, thông tin về các cuộc hành quyết của lính Waffen-SS lan ra khắp các đơn vị lính Mỹ chiến đấu tại Châu Âu. Đại tá Ben R. Jacobs, chỉ huy Trung đoàn Bộ binh 328, Sư đoàn Bộ binh 26, đã ra Sắc lệnh số 27, nêu rõ rằng "Không được phép bắt bất kỳ binh lính SS hoặc lính dù làm tù binh, tất cả sẽ bị bắn ngay lập tức".

## Điều tra

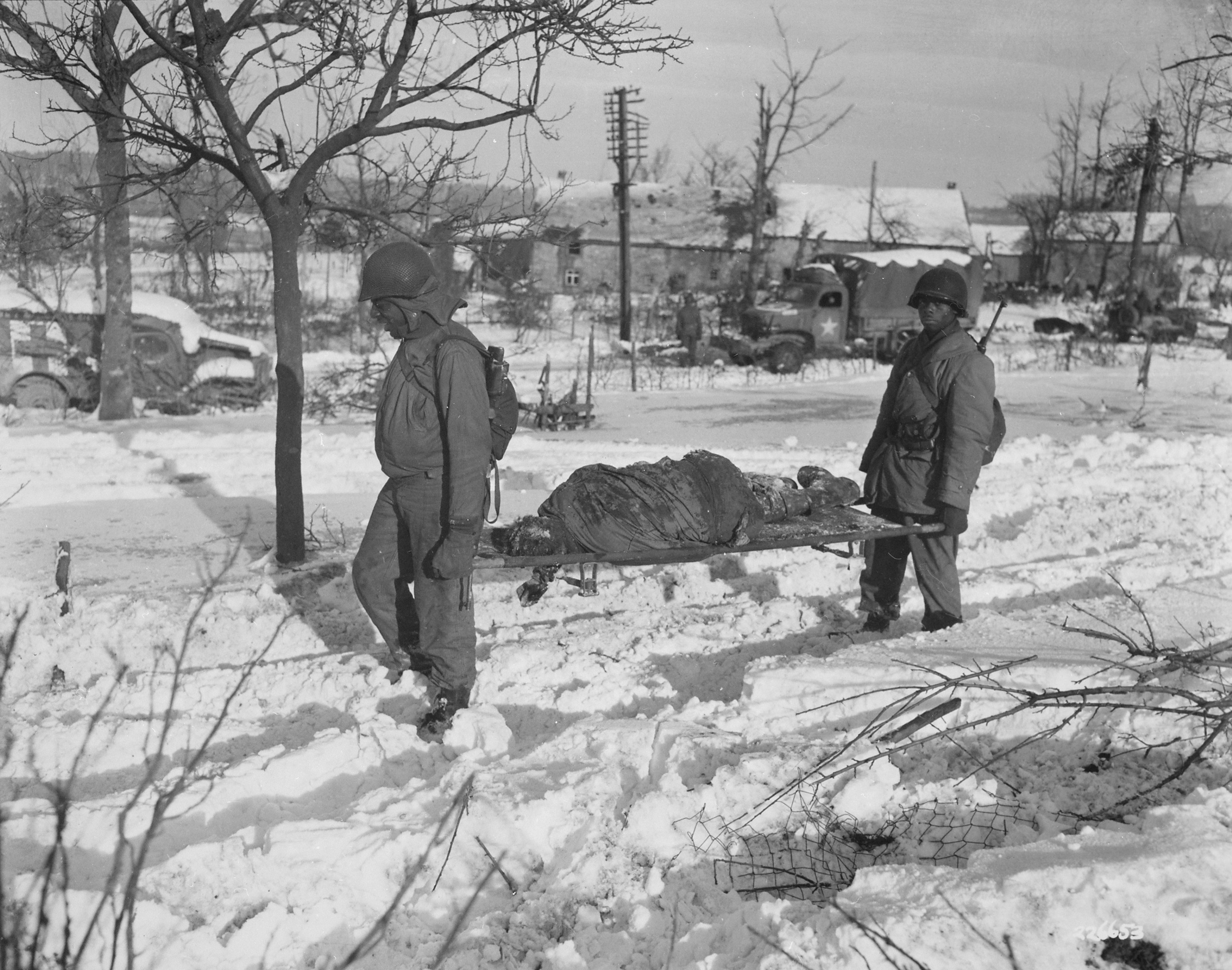
Thi thể của tù binh Mỹ trong cuộc thảm sát Malmedy đang được di chuyển ra khỏi hiện trường, ngày 14 tháng 1 năm 1945

Do diễn biến phức tạp của Trận Ardennes, khu vực giao lộ Baugez đã nằm trong quyền kiểm soát của quân Đức tới ngày 13 tháng 1 năm 1945, sau khi quân Mỹ tái chiếm lại khu vực. Phần lớn các thi thể đều đã bị chôn vùi dưới tuyết nên phải mất một thời gian để có thểm xác định được vị trí của tất cả thi thể. Quá trình khám nghiệm tử thi cũng nhanh chóng được tiến hành để xác định các nguyên nhân tử vong.
Báo cáo khám nghiệm tử thi chỉ ra rằng:
- Các thi thể được đưa tới bệnh viện trong tình trạng đông cứng và bị bao phủ bởi tuyết[1]
- Điều kỳ lạ là hầu hết các thi thể đều bị mất thẻ bài, dù phần lớn vẫn còn giấy tờ và đồ cá nhân bên người. Các thi thể được nhận dạng dựa trên ngoại hình hoặc các giấy tờ mang theo bên người. Lí do các thẻ bài bị mất không rõ[1]
- Chín thi thể vẫn đưa hai tay lên đầu, dấu hiện của sự đầu hàng
- Phần lớn các vết thương chết người được gây ra ở cự ly gần. Ít nhất 40 thi thể có vết đạn được bắn ở cự ly gần trên đầu
  - Nhiều thi thể trong số đó có vệt thuốc súng ám đen ở xung quanh khu vực trúng đạn, chứng tỏ họ đã bị bắn ở rất gần
  - Trong số đó, 20 thi thể đã bị bắn ở cự ly gần bằng vũ khí cá nhân[1]
- Mười thi thể được phát hiện có dấu hiệu bị va đập mạnh và có các vết lõm[8]
  - Ít nhất ba thi thể đã bị báng súng trường đập rất mạnh vào đầu
  - Ít nhất ba thi thể bị vỡ hộp sọ
- Hai thi thể được phát hiện có dấu hiệu sơ cứu trước khi diễn ra cuộc thảm sát[7]
- Do thi thể nằm tại khu vực bị pháo binh hai bên bắn tấp cập trong tháng 1 năm 1945, ít nhất 15 thi thể đã bị các mảnh lựu đạn hoặc đạn pháo găm vào
- Một người đã bị thương nặng nhưng sống sót tới khoảng 05:00 ngày 18 tháng 12 năm 1944[7]

Trong thời gian tuyết tan, hơn mười thi thể nữa đã được phát hiện tại khu vực.

### Chịu trách nhiệm
Có nhiều tranh cãi về việc sĩ quan Waffen-SS nào đã đưa ra mệnh lệnh hành quyết tù binh Mỹ tại Malmedy, chủ yếu tập trung vào hai sĩ quan chính là Peiper, dù đã rời giao lộ Baugnez trước cuộc thảm sát, và Chỉ huy Tiểu đoàn Panzer số 1, Werner Poetschke. Sau khi chiến tranh kết thúc, Poetschke được nhiều nhân vật liên quan và nhân chứng sống sót xác nhận là đã có mặt tại hiện trường thảm sát và đã ra lệnh cho binh lính cấp đưới hành quyết tù binh Mỹ. Dù Peiper có trực tiếp ra lệnh hay không, ông vẫn bị xét xử có liên quan vì bản thân ông là tổng chỉ huy đơn vị và chịu trách nhiệm truyền bá thông tin về việc đối xử tù binh chiến tranh với cấp dưới.
Năm 1949, một cuộc điều tra của Thượng viện Hoa Kỳ kết luận rằng, trong trận chiến kéo dài 36 ngày ở Ardennes, binh lính Waffen-SS của Kampfgruppe Peiper đã sát hại từ 538 tới 749 tù binh Mỹ.  Các cuộc điều tra khác cho rằng Waffen-SS đã giết ít hơn số lượng nêu trên, và ước tính khoảng 300 tới 375 lính Mỹ và ít nhất 111 thường dân Bỉ đã bị hành quyết bởi đơn vị Kampfgruppe Peiper.

## Nạn nhân

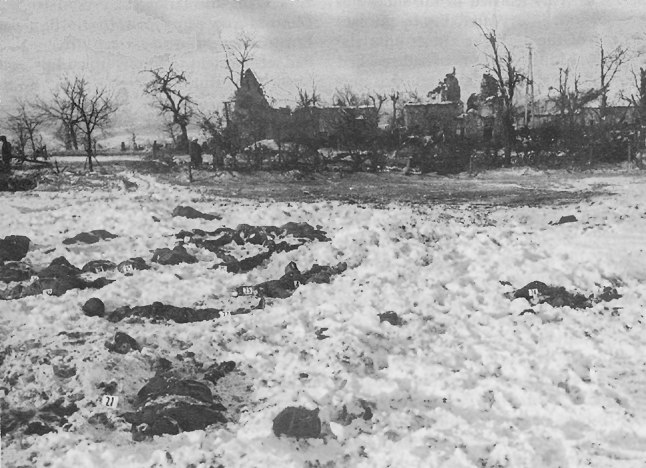
Thi thể của lính Mỹ sau cuộc thảm sát Malmedy. Số 21 là thi thể của Hạ sĩ Halsey J.Miller và số 24 là thi thể của Trung sĩ Tham mưu Donald E. Geisler

Tổng cộng 84 tù binh Mỹ đã bị hành quyết bởi lính Waffen-SS, trong số đó có 73 thành viên thuộc Đại đội B, Tiểu đoàn Trinh sát Pháo Dã chiến 285, sáu lính quân y thuộc Đại đội Quân Y 546 và 575, một kĩ sư công binh thuộc Tiểu đoàn Công binh Hạng nặng 86, ba lính trinh sát của Sư đoàn Thiết giáp số 3 và một thành viên của Tiểu đoàn Pháo Dã chiến 200. Danh sách cụ thể bao gồm:

#### Đại đội B, Tiểu đoàn Trinh sát Pháo Dã chiến (FAOB) 285
- Đại úy Roger J. Mills - chỉ huy đại đội
- Binh nhì Donald L. Bloom
- Hạ sĩ Joseph A Brozowski
- Kĩ thuật viên hạng 5 Samuel P. Burkett
- Binh nhì Homer S. Carson
- Binh nhất Robert B. Cohen
- Kĩ thuật viên hạng 5 John D. Collier
- Binh nhất Howard C. Desch
- Binh nhì William J. Dunbar
- Hạ sĩ Carl B. Fitt
- Binh nhất Donald P. Flack
- Binh nhất Carl B. Frey
- Trung sĩ Tham mưu Donald E. Geisler
- Hạ sĩ Sylvester V. Herchelroth
- Thiếu úy Lloyd A. Iames
- Kĩ thuật viên hạng 4 Selmer H.Leu
- Hạ sĩ Ralph J. Indelicato
- Hạ sĩ Raymond E. Lester
- Trung sĩ Lindt Benjamin
- Kĩ thuật viên hạng 5 James E Luers
- Hạ sĩ Lawrence Martin
- Trung úy John S. Munzinger
- Binh nhất Thomas W. Oliver
- Binh nhì Peter R. Phillips
- Binh nhì Stanley F. Piasecki
- Hạ sĩ Carl H. Rullman
- Kĩ thuật viên hạng 5 Max V. Schwitzgold
- Kĩ thuật viên hạng 4 Irwin M. Sheets
- Binh nhì John M. Shingler
- Binh nhất Carl M. Stevens
- Kĩ thuật viên hạng 5 Luke S. Swarts
- Binh nhất Warren Davis
- Binh nhì Walter J. Perkowski
- Kĩ thuật viên hạng 4 John M.Rupp Jr.
- Kĩ thuật viên hạng 5 Carl H. Blough
- Kĩ thuật viên hạng 5 Paul R. Carr
- Binh nhất Richard B. Walker
- Kĩ thuật viên hạng 5 Charles R. Breon
- Kĩ thuật viên hạng 5 Howard W. Laufer
- Trung sĩ Tham mưu John D. Osborne
- Kĩ thuật viên hạng 5 Charles F.Haines
- Kĩ thuật viên hạng 5 George R. Rosenfeld
- Binh nhất Frederick Clark
- Binh nhì James H. Coates
- Binh nhì John H.Cobbler
- Trung sĩ Walter A. Franz
- Thiếu úy Solomon S. Goffman
- Binh nhì Samuel A. Hallman
- Kĩ thuật viên hạng 5 Wilson M. Jones Jr
- Trung sĩ Oscar R. Jordan
- Trung sĩ Tham mưu Alfred W. Kinsman
- Kĩ thuật viên hạng 5 Alfred Lengyel Jr
- Trung sĩ Kĩ thuật William T. McGovern
- Hạ sĩ David T. O'Grady
- Binh nhì Gilbert R. Pittman
- Trung úy Perry L. Reardon
- Hạ sĩ Halsey J.Miller
- Binh nhì Oscar Saylor
- Trung sĩ Robert J. Snyder
- Trung sĩ Alphonse J. Stabulis
- Kĩ thuật viên hạng 4 George B. Steffy
- Kĩ thuật viên hạng 5 Vester H. Wiles
- Kĩ thuật viên hạng 5 Thomas F. Watt
- Kĩ thuật viên hạng 4 Allen M. Lucas
- Kĩ thuật viên hạng 5 Robert L. McKinney
- Hạ sĩ William H. Moore
- Trung sĩ Kĩ thuật Paul G. Davidson
- Binh nhất Charles E. Hall
- Binh nhất David M. Murray
- Binh nhì Elwood E. Thomas

#### Tiểu đoàn Công binh Hạng nặng 86
- Binh nhất John J. Clymire

#### Tiểu đoàn pháo Dã chiến 200
- Binh nhất Elmer W. Wald

#### Đại đội Quân Y 575
- Trung úy Carl R. Genthner
- Binh nhất L. M. Burney
- Binh nhất Paul L. Paden
- Binh nhất Wayne L. Scott

#### Đại đội Quân Y 546
- Binh nhì Keston E. Mullen
- Kĩ thuật viên hạng 5 Dayton E. Wusterbarth

#### Đại đội Trinh sát, Trung đoàn Thiết giáp 32, Sư đoàn Thiết giáp số 3
- Trung úy Thomas E. McDermott
- Kĩ thuật viên hạng 3 James G. McGee
- Binh nhì John Klukavy

Trong số 43 người sống sót, có 31 thành viên của Đại đội B, Tiểu đoàn Trinh sát Pháo Dã chiến 285, 5 lính quân y của Đại đội Quân y 575, 6 lính trinh sát của Sư đoàn Thiết giáp số 3 và một hạ sĩ quan Quân cảnh của Tiểu đoàn Quân cảnh 518 (làm nhiệm vụ điều phối giao thông ở giao lộ tại thời điểm bị bắt).

## Xét xử

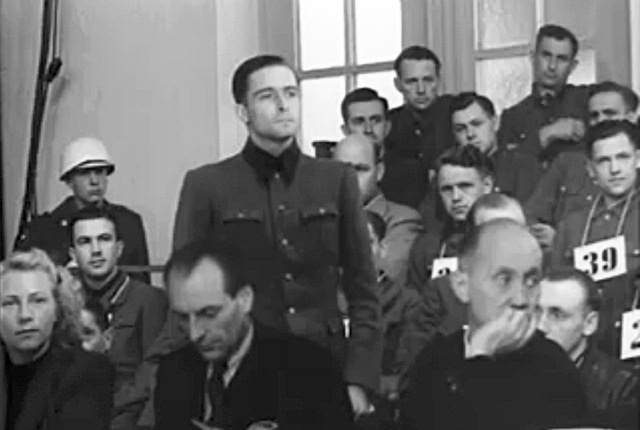
Đại tá SS Joachim Peiper tại Phiên tòa Thảm sát Malmedy

Tòa án Thảm sát Malmedy, diễn ra từ tháng 5 tới tháng 7 năm 1946, xác định rằng toàn bộ các chỉ huy chiến trường phải chịu toàn bộ trách nhiệm về các vụ hành quyết tù binh Mỹ được gây ra bởi lính Waffen-SS, bao gồm Đại tướng SS Josef Dietrich (Chỉ huy Quân đoàn Panzer số 6), Trung tá SS Werner Poetschke và Đại tá SS Joachim Peiper (đều thuộc Kampfgruppe Peiper). Trung tá SS Werner Poetschke đã tử thương tại Hungary vào tháng 3 năm 1945 nên được xét xử vắng mặt.
Tướng Dietrich cho rằng mệnh lệnh ông nhận được từ Hitler là không được thương hại với binh lính đối phương. Tương tự như vậy, Đại tá Peiper cho rằng mệnh lệnh của thượng cấp đưa ra là không được nhân đạo, không bắt tù binh và thể hiện sự thương hại với thường dân Bỉ.
Sự tức giận của công chúng Mỹ về cuộc thảm sát Malmedy đã ngăn cản việc tổ chức một tòa án xét xử công bằng ở Hoa Kỳ. Thay vào đó, các vụ án, tội ác của sĩ quan và binh lính Wehrmacht và Waffen-SS sẽ đựoc xét xử trong phiên tòa Dachau, được tổ chức tại trại tập trung Dachau từ năm 1945 tới năm 1947..  Tòa án đã truy tố và xét xử 43 bản án tử hình, 22 bản án chung thân và 8 án tù ngắn hạn. Tướng Dietrich bị xử 25 năm tù và được trả tự do sau 10 năm giam giữ. Đại tá Peiper bị tuyên án tử hình treo cổ, nhưng được ân xá xuống còn chung thân và được trả tự do vào năm 1956.

## Tưởng niệm

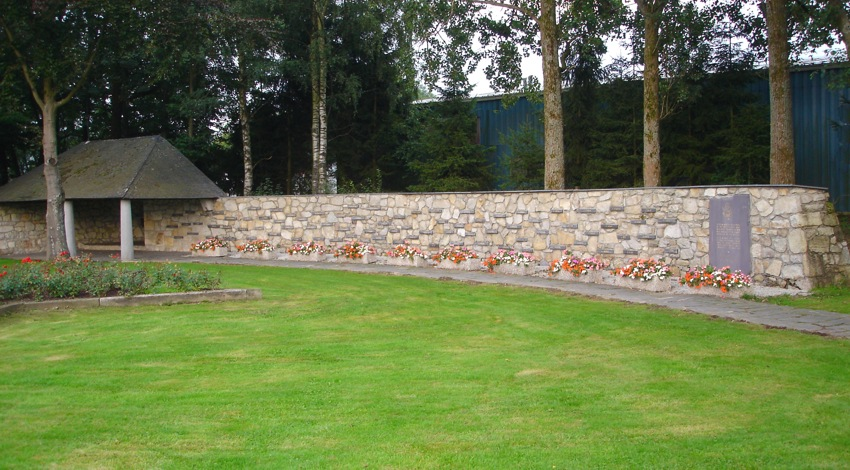
Đài tưởng niệm Baugnez

Thi thể của các nạn nhân trong cuộc thảm sát Malmedy được chôn cất tại nghĩa trang tạm thời ở Henri-Chapelle, cách Malmedy 35 dặm về phía bắc. Sau chiến tranh, nghĩa trang này được nâng cấp và chuyển thành nghĩa trang liệt sĩ. Dù phần lớn hài cốt của các binh sĩ Mỹ tử trận ở Châu Âu đã được hồi hương sau khi chiến tranh kết thúc, vẫn còn 21 phần mộ lính Mỹ bị sát hại ở Malmedy vẫn được chôn cất ở đó.
Một đài tưởng niệm đã được dựng lên tại giao lộ Baugez. Với thiết kế đơn giản là một bức tường bằng đá với các hòn đá đen xen kẽ, biểu trưng cho những người đã bỏ mạng trong cuộc thảm sát. Có tổng cộng 84 viên đá màu đen cùng với bảng đề câu nói của Tổng thống Abraham Lincoln sau Trận Gettysburg
Tưởng nhớ những người tù binh Quân đội Hoa Kỳ đã bị lính Đức Quốc Xã sát hại tại khu vực này vào ngày 17 tháng 12 năm 1944. We here highly resolve that these dead shall not have died in vain. (A. Lincoln)

## Sách tham khảo
- Steven P. Remy, The Malmedy Massacre: The War Crimes Trial Controversy (Harvard University Press, 2017), x, 342 pp.